# 米良市右衛門
米良 市右衛門（めら いちえもん、1662年（寛文2年） ‐ 1735年（享保20年）4月14日）（二代米良市右衛門重但）は、江戸時代中期の肥後熊本藩士。通称は市右衛門、のちに勘助。諱は重但（しげただ）、のち実専（さねたか）。

## 概略

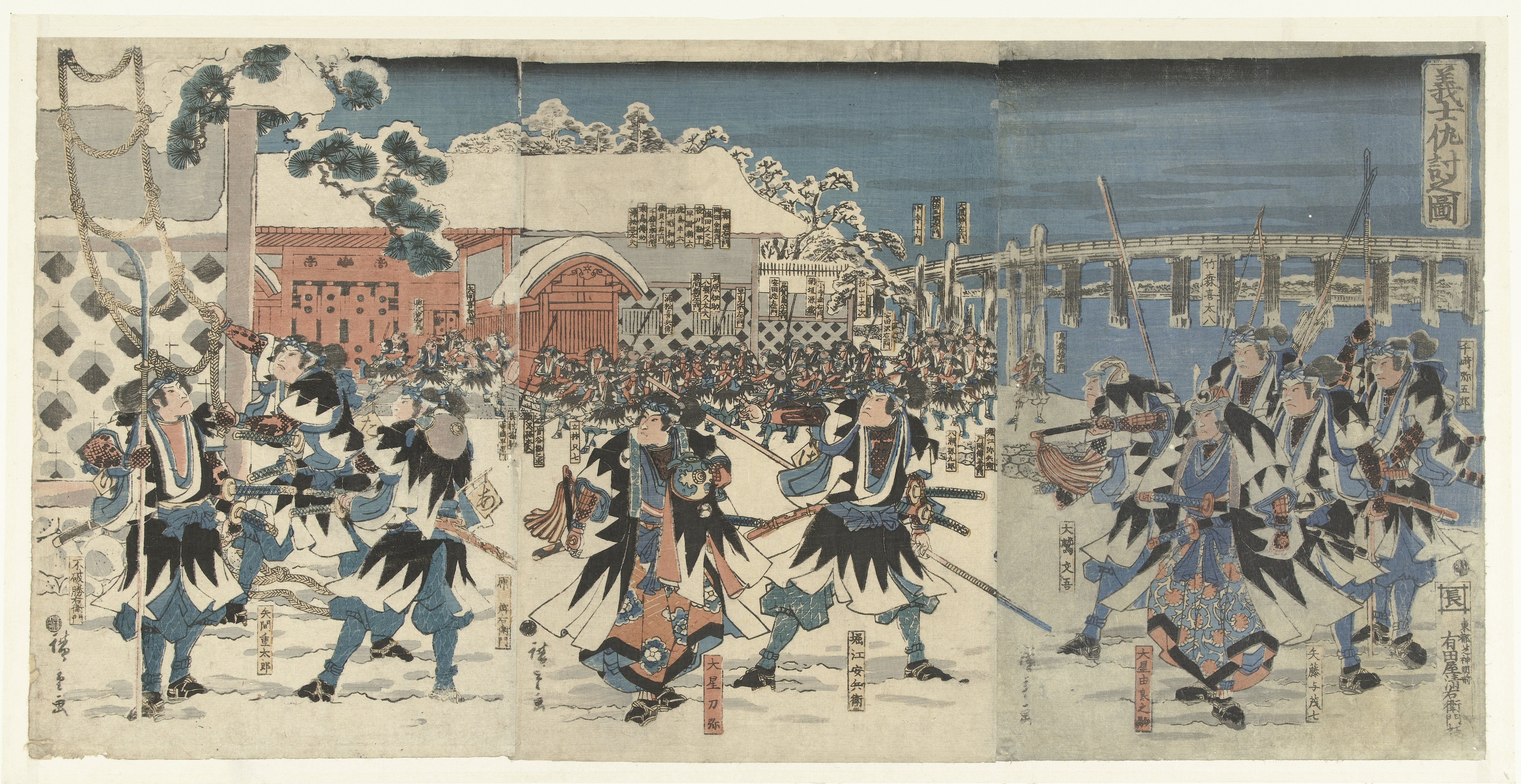
赤穂義士（浪士）の討ち入り

寛文2年（1662年）、熊本藩の下級武士の家柄に生まれる。
元禄14年（1701年）11月、父勘助の家督300石を相続し、御番方（ごばんかた）に召し加えられ、御小姓組となる。翌15年（1702年）、3代熊本藩主・細川綱利の御供を命ぜられ、江戸へ上る。

江戸着任ほどない同年12月24日、吉良邸討ち入り事件があり、主君浅野内匠頭の仇を討った赤穂浪士一党が、大名四家に分散し御預けとなった。大石内蔵助以下17名は、細川家下屋敷に預けられる。

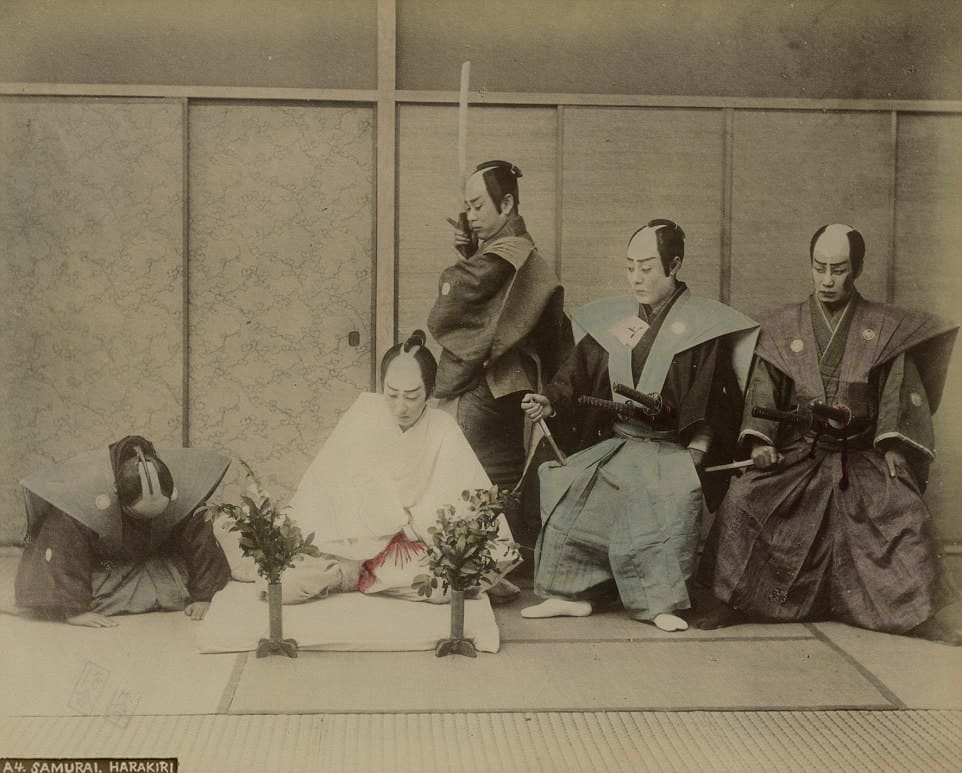
介錯人。白装束（切腹する武士）の背後で刀を構えている。

切腹に際し主君・綱利は「軽き者の介錯では義士たちに対して無礼である」として、17名の介錯人を選定している。大石内蔵助に対しては重臣の安場一平を当て、それ以外の者たちにも小姓組から介錯人を選んだ。このとき市右衛門は、赤穂浪士最長老であった堀部弥兵衛金丸の介錯人を命ぜられている。
享保20年（1735年）4月14日、病死。享年74。

## 現在の子孫
荒川十太夫の子孫である池田元と、米良市右衛門の子孫である近藤健が、赤穂浪士研究家の佐藤誠を介して知己となった。祖先は共に赤穂浪士の介錯人である。
すでに「随筆春秋」事務局員となっていた近藤の勧めもあり、池田が入会した。やがて、近藤は同人誌 随筆春秋の代表、池田は一般社団法人随筆春秋の代表理事を務めるようになる。
赤穂浪士の討ち入りからこの2022年でちょうど320年である。奇縁で結ばれたふたりの子孫である。

## エピソード
2023年10月19日、俳優財津一郎の訃報が報じられた。財津一郎は、米良市右衛門とも関わりをもっている。米良市右衛門の母方の子孫である近藤健から遡って７世紀前の4代米良勘兵衛の弟権之助(1743-1808)の娘が、財津家に嫁いでいる。正確に記すと、権之助は斎藤家の養子となっており、その娘が財津三左衛門の母親であるとの記述が米良家の過去帳にある。権之助は斎藤芝山(高寿)と号し、なかなかの国学者であった。高山彦九郎とも親交があり、その様子は吉村昭著の小説『彦九郎山河』(文春文庫)にも見られる。